# Kropsforandring
Kropsforandring kan opdeles i naturlig - og kunstige forandring.

## Naturlig kropsandring
Den naturlige kropsforandring er menneskets fysiologisk vækst, herunder pubertet samt degenerering ældning. Desuden sker der en naturlig kropsforandring i forbindelse med graviditet og sygdom.

## Kunstig kropsforandring
Den kunstige kropsforandring er en bevidst forandring af den menneskelige anatomi eller menneskets fysiske udseende. Det er ofte gjort med henblik på æstetik, seksuel udnyttelse, overgangsritualer, religiøse overbevisninger, gruppemedlemskab eller tilknytning, chokværdi og som selvudfoldelse.
De kunstige kropsforandringer kan underopdeles i helbreds-betingede og ikke helbreds-betingede. De helbreds-betingede er indoperere (hvor der sættes noget ind) og amputation (hvor der fjernes noget).

### Kunstige kropsforandringer som er ikke helbreds-betingede
De ikke-helbreds-betingede kropsforandringer er alle idealistiske ændringer af kroppen. Det kan være ud fra et skønhedsideal som f.eks. brystimplantater, mindre plastikkirurgi, små dekorative tatoveringer eller en enkelt piercing.

#### Body-mod
Egentlig body modification, eller i daglig tale 'body-mod' findes i kulturer og i subkulturer, hvor idealismen på visse punkter er sammenlignelig med punk-kulturen: At vise sig som en anderledes stamme i en protest mod det etablerede samfund med de værdinormer, det indebærer. I ekstreme tilfælde giver det sig udslag i tatoveringer på større arealer af kroppen, piercinger og flesh-tubes i hobetal eller sågar operative ændringer/amputationer af fingre, tunge, genitalier eller lignende. I denne form er body-mod ikke særlig udbredt, og findes nok mest blandt anarkistiske småkulturer i USA. Men har også eksisteret hos visse stammer i Afrika.